# Anthon van der Horst
Anthon van der Horst (Amsterdam, 20 juni 1899 – Hilversum, 7 maart 1965) was een Nederlands organist, dirigent en componist. Hij werd vooral bekend door zijn werk voor de Nederlandse Bachvereniging en de uitvoering van de Matthäus-Passion in Naarden. Hij was ook een groot Bachkenner en -liefhebber.

## Leven
Hij was zoon van muziekonderwijzer Hendrik van der Horst en Johanna Allegonda Petronella van Acker. Hij was getrouwd met pianiste Elizabeth Anna Sophia (Piem) van Schevichaven, dochter van schrijver Jakob van Schevichaven. Hun laatste adres was Sweelincklaan 8, vernoemd naar organist Jan Pieterszoon Sweelinck van wie hij vermoedelijk een verre verwant was.
Zijn muziekopleiding verkreeg hij aan het Conservatorium van Amsterdam. In 1917 slaagde hij als leerling orgel van Jean Baptiste Charles de Pauw cum laude; zijn docent compositieleer was Bernard Zweers. Hij werd organist in de Waalse en Engelse Kerk. In 1919 ontving Van der Horst als eerste in Nederland in het Amsterdamse Concertgebouw de Prix d'Excellence voor orgel.
In 1921 was hij betrokken bij de oprichting van het Amsterdamsch Muzieklyceum, waar hij van 1922 tot 1927 als docent werkte, zijn vrouw was er docente piano. In 1927 werd hij directeur van het Hilversums muzieklyceum en in 1935 hoofdleraar orgel aan het Amsterdamsch Conservatorium. Enige jaren werd hij daar hoofdleraar koor- en orkestdirectie. Al deze functies bekleedde hij tot vlak voor zijn dood. Hij had een grote invloed op zeker twee generaties Nederlandse organisten. Door hem opgeleid werden onder anderen Piet van Amstel, Bernard Bartelink, Simon C. Jansen, Jan J. van den Berg, Piet Kee, Albert de Klerk, Frits Mehrtens, Piet Post, Charles de Wolff, Gert Oost en Kees de Wijs. Van der Horst legde bij zijn lessen veel nadruk op interpretatie, gebaseerd op het doorlopend blijven zoeken naar kennis over stijl en achtergrond van werken.

## Matthäus-Passion
Vanaf 1931 gaf Van der Horst – als opvolger van de ziek geworden Evert Cornelis, die later dat jaar overleed – jaarlijks op Goede Vrijdag uitvoeringen van Bachs Matthäus-Passion en Hohe Messe in de Grote of St. Vituskerk in Naarden. Deze raakten in heel Europa bekend. Van der Horst streefde ernaar zo dicht mogelijk bij de oorspronkelijke weergave te komen. Hij dirigeerde Bachs werken vanuit een fotografische weergave van het oorspronkelijke handschrift om zich zo heel direct met de componist verbonden te weten. Deze aanpak bracht Van der Horst lijnrecht tegenover de romantische opvattingen van Willem Mengelberg, die de Matthäus Passion jaarlijks op Palmzondag uitvoerde in het Concertgebouw.
Van der Horst bleef de Matthäus-Passion jaarlijks in Naarden dirigeren tot kort voor zijn dood in 1965. Hij wees zelf zijn vroegere orgelleerling Charles de Wolff als zijn opvolger aan.

## Koren
Van der Horst was dirigent van de Koninklijke Oratorium Vereniging te Amsterdam, de Haagse Koninklijke Zangvereniging Excelsior, het Leidse koor Sursum Corda en de Christelijke Oratorium Vereniging in Utrecht. Hij was tevens gastdirigent bij het Concertgebouworkest en andere orkesten. Met het Amsterdams Kamerorkest, bestaande uit leden van het Concertgebouworkest, maakte hij verschillende plaatopnamen. Van der Horst kreeg als interpreet en kenner van Bachs kerkmuziek in 1948 een eredoctoraat in de godgeleerdheid aan de Rijksuniversiteit Groningen, met professor Gerardus van der Leeuw als erepromotor.

## Composities
Van der Horst schreef meer dan honderd werken, vooral voor orgel – waaronder de Suite in modo coniuncto uit 1943 – en voor piano, koor a capella en koor met begeleiding van orkest, orgel of andere bezetting, onder andere de grote werken Choros I tot en met VIII, geschreven tussen 1932 en 1961. Van der Horst schreef ook liederen voor solozang met orgel- of pianobegeleiding, kamermuziek en orkestwerken, drie symfonieën (de derde met koor), twee orgelconcerten, een vioolconcert en enkele opzichzelfstaande orkestwerken, zoals de Réflexions sonores uit 1962 en de Salutation joyeuse pour l'orchestre uit 1964. Zijn werk wordt als niet eenvoudig ervaren en wellicht daarom weinig uitgevoerd. Zijn stijl is grotendeel tonaal. Hij paste daarbij een "eigen" toonladdersysteem toe (modus conjunctus), waarbij de intervallen om beurt een hele en halve toon zijn (voorbeeld c-d-es-f-fis-gis-a-b-c), de grondtonen (in dit voorbeeld) zijn dan c en fis. Zijn werken stonden meer dan veertig keer op de lessenaars van het Concertgebouworkest. Daarbij trad hij vaak als dirigent van eigen werk op, maar ook dirigenten als Eduard van Beinum (Symfonie, opus 23), Jean Martinon (Concerto per organo romantico e orchestra met solist Albert de Klerk) en Bernard Haitink (15 maal Réflexions sonores) gaven leiding aan zijn werk. Zelf gaf hij tussen 1931 en 1963 meer dan honderd keer leiding aan het orkest.

## Eerbetoon
Anthon van der Horst was officier in de Orde van Oranje-Nassau. Diverse plaatsen in Nederland vernoemden straten naar hem. De Utrechtse musicus, componist en musicoloog Gert Oost, die bij Van der Horst orgel studeerde, schreef een biografie annex werkoverzicht en werkbespreking van zijn oud-leraar.
- Bibliothèque nationale de France: cb139605838 (data)
- Biografisch Portaal: 10996635
- Gemeinsame Normdatei: 119091089
- International Standard Name Identifier: 0000 0001 1947 9929
- Library of Congress Control Number: n83066235
- MusicBrainz: cd5d2ef8-4b82-429b-b891-03ed623605e3
- Nationale Bibliotheek van Tsjechië: xx0171784
- Nationale Bibliotheek van Israël: 987007315755105171
- Nederlandse Thesaurus van Auteursnamen: 07379905X
- Système universitaire de documentation: 157337294
- Virtual International Authority File: 29724671
- WorldCat: E39PBJbRjdCPDDwmGF8C8xjHmd